# Марга, Йозеф
Йозеф Марга (чеш. Josef Marha; 2 июня 1976, Гавличкув-Брод, Чехословакия) — бывший чешский хоккеист, центральный нападающий. 5-кратный чемпион Швейцарии. С 1995 по 2001 год играл в НХЛ. Завершил карьеру в 2014 году.

## Биография
Йозеф Марга известен по выступлениям за швейцарский «Давос». За 12 лет выиграл 8 трофеев с «Давосом» (5 чемпионатов Швейцарии и 3 Кубка Шпенглера). С 1995 по 2001 год играл в НХЛ: провёл 159 матчей за «Колорадо Эвеланш», «Анахайм Дакс» и  «Чикаго Блэкхокс».
В 2013 году вернулся в Чехию, через год завершил карьеру.
После окончания игровой карьеры тренировал юниоров в Пардубице.
Сын Шимон Марга (16.04.2003 г.р.) — хоккеист, играет в Швеции.

## Достижения

### Командные
Чемпион Швейцарии 2002, 2005, 2007, 2009, 2011
 Обладатель Кубка Шпенглера 2003, 2006, 2011
 Обладатель Кубка Колдера 1997
 Бронзовый призёр чемпионата Европы среди юниоров 1994

### Личные
- Лучший снайпер плей-офф чемпионата Швейцарии 2007 (8 шайб)
- Автор золотого гола в финальной серии чемпионата Швейцарии 2005
- Лучший хоккеист Кубка Шпенглера 2005

## Статистика
- В чешской Экстралиге провел 134 матча, набрал 35 (15+20) очков
- В НХЛ - 159 матчей, 53 (21+32) очка
- В АХЛ - 303 матча, 261 (74+187) очко
- В чемпионате Швейцарии - 675 матчей, 392 (171+221) очков
- В Кубке Шпенглера - 37 матчей, 17 (10+7) очков
- В Еврокубках - 12 матчей, 9 (4+5) очков
- За сборную Чехии - 12 матчей, 3 (0+3) очка
- Всего за карьеру в сборной и клубах - 1332 матча, 770 (295+475) очков